# Wipper (Unstrut)
Die Wipper ist ein gut 88 km, mit längstem Quellbach Ritterbach 96 km langer, linker und westlicher sowie der längste Zufluss der Unstrut im Norden Thüringens, Deutschland. Des Weiteren ist sie der zweitlängste vollständig in Thüringen verlaufende Fluss sowie der längste, dessen Einzugsgebiet nur in Thüringen liegt. Die Wipper einschließlich der Altarme der Gemarkungen Kannawurf und Kindelbrück gehören nach dem Thüringer Wassergesetz vom Abzweig Flutgraben in Worbis bis zur Mündung in die Unstrut zu den Gewässern erster Ordnung.
Die Wipper führt durch den ehemaligen Kalibergbau in dem Gebiet noch immer Salz mit sich; sie wird im gesamten Flussverlauf als „mäßig belastet“ (Gewässergüteklasse II) klassifiziert.
Diese Salzfracht wird über salzhaltige Haldenabwässer und durch das Laugenstapelbecken Wipperdorf gesteuert eingebracht.

## Geographie

### Quellgebiet

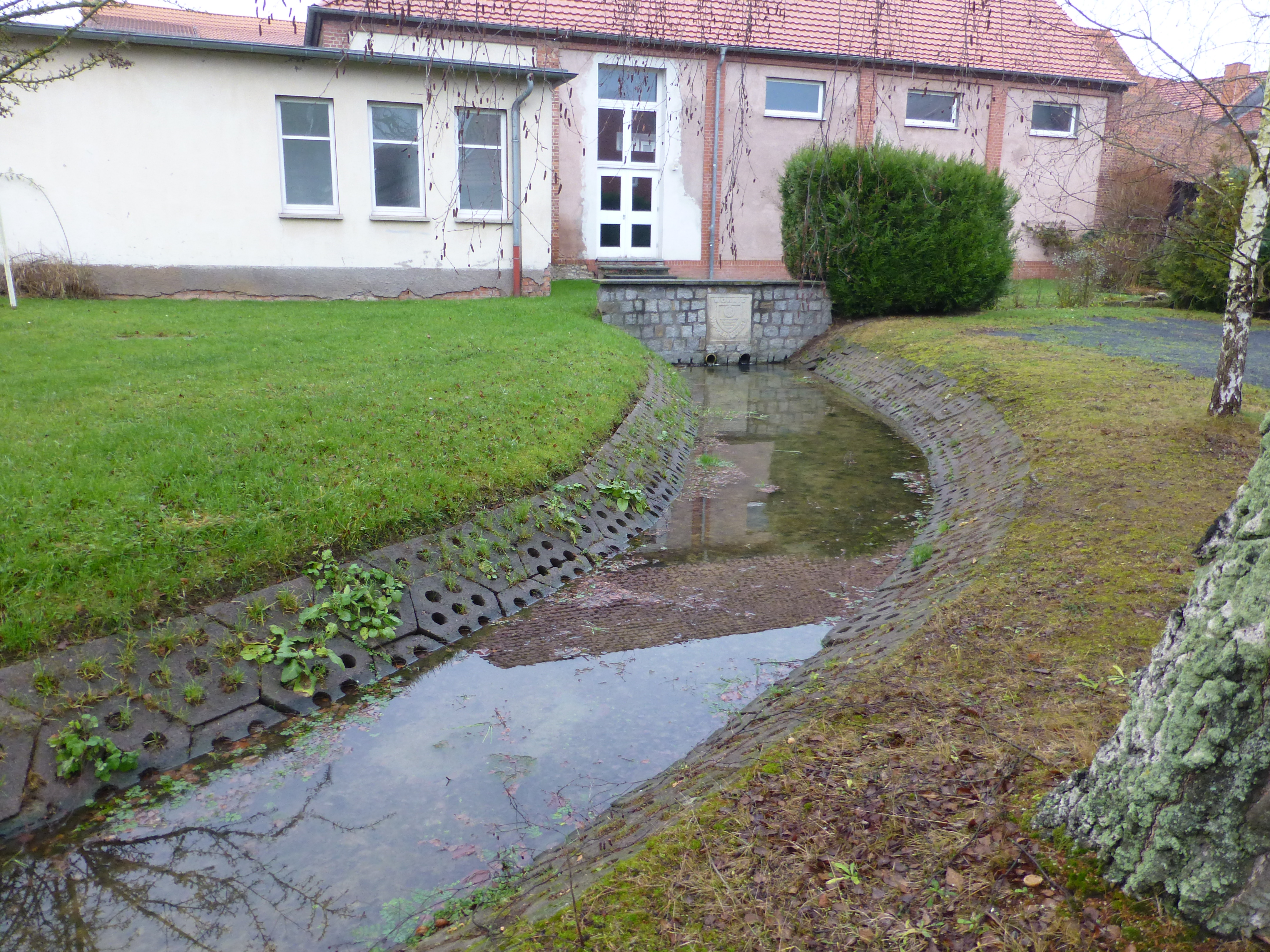
Die Wipperquelle in der Braustraße in Worbis

Die Wipper entspringt im Landkreis Eichsfeld am Fuße des Ohmgebirges aus mehreren Quellen im Innenstadtbereich von Worbis. Eine der Hauptquellen befindet sich in der Braustraße unter der Stadtturnhalle und wurde eingefasst. Ein zweiter, längerer Quellast fließt als Flutgraben von Kirchohmfeld herab, nimmt im Stadtgebiet den Ritterbach aus Richtung Kaltohmfeld auf, bevor er kurz hinter dem Quellgebiet in die Wipper mündet.
Etwa einen Kilometer westlich der Wipperquellen befinden sich die Hahlequellen, welche zum Flusssystem der Weser gehören. Beide Quellgebiete an der Elbe-Weser-Wasserscheide gehören zur geologischen Struktur des Worbiser Grabens der Ohmgebirgs-Grabenzone.

### Verlauf
Ab Worbis fließt die Wipper in überwiegend östliche Richtung. Bei Sollstedt verlässt der Fluss das Eichsfeld durch die Eichsfelder Pforte zum Landkreis Nordhausen. Das Tal der Wipper wird dann südlich vom Bergrücken der Hainleite flankiert. Bedeutendste Stadt am Lauf der Wipper ist Sondershausen, die Kreisstadt des Kyffhäuserkreises. Ab Göllingen, wo die Kleine Wipper abzweigt, wendet sie sich nach Südosten und durchschneidet bei Seega am Wipperdurchbruch die Hainleite. Die Wipper mündet bei Sachsenburg an der Thüringer Pforte in die Unstrut.

### Nebenflüsse
Folgende Gewässer, zumeist Bäche, fließen nacheinander der Wipper zu (in Klammern Zuflussseite und, falls bekannt, Länge und Einzugsgebiet; Bäche mit weniger als 10 km² stehen in Kleinschrift):
- Flutgraben (mit dem Ritterbach) (L) in Worbis
- Schwarzes Wasser (L) in Gernrode (Eichsfeld)
- Röstewasser (R) in Gernrode (Eichsfeld)
- Striemenwasser (R) in Gernrode (Eichsfeld)
- Ohne (R; 14 km; 69,0 km²) zwischen Gernrode und Bernterode
- Rohrbach (R) zwischen Gernrode und Bernterode
- Aue (Bach aus Gerterode; R) zwischen Gernrode und Bernterode
- Rhin (Lache; L) bei Bernterode
- Rehunger Bach (R) in Wülfingerode
- Friede (L; 2,5 km) in Sollstedt
- Renkgraben (Bach aus Friedrichslohra; R; 3,67 km) westlich von Elende
- Bode (L; 20 km; 105,0 km²) in Bleicherode-Ost
- Rennebach (L; 1,8 km) in Wipperdorf
- Rodegraben (Bach von Mörbach kommend; L) bei Nohra
- Mühlgraben (R; 1,1 km) an der nördlichen Siedlungsgrenze von Nohra
- Riethgraben (Bach von Nohra kommend; R; 1,3 km) bei Wollersleben
- Teichbach (R; 6,6 km) bei Wollersleben
- Spülgraben (L; 0,8 km) und Tiefenbach über Mühlgraben  bei Wollersleben
- Wernröder Bach (R) bei Kleinfurra
- Paßberggraben (Unterlauf: Klinge; L) bei Sondershausen-Stockhausen
- Bebra (R; 5,5 km; 31,7 km²) bei Sondershausen
- Hachel (R) in Hachelbich
- Wirbelbach (R; 44,3 km²) unterhalb Bilzingslebens
- Käsebach (R) bei Kindelbrück

## Namensherkunft
Elfriede Ulbricht sah hier eine Herkunft aus dem mittelniederdeutschen, holländischen bzw. mittelenglischen Wippen. Demnach ist der Flussname in Deutschland 15-mal belegt, auch in Abwandlungen wie Wipfer. Das Grundwort war ursprünglich aha (eine Variante des -au). Dieses wurde im späten 10. Jahrhundert der Schwächung auf -a und im frühen 11. Jahrhundert auf -e unterworfen und verschwand danach völlig bei der Wipper. Bei anderen Flüssen dieses Namens erhielt sich das -a oder -e. Der Name würde sich also aus drehen, drehende, schwingende Bewegung und Wasser (im Sinne von Fließgewässer) zusammensetzen.
Eine sehr ähnliche Bedeutung nahmen Felix Solmsen und Ernst Fraenkel an, sahen die Wurzel des Namens aber mit noch älterem, indogermanischen Ursprung und übersetzen den Flussnamen als die Hüpfende.
Eine ganz andere Erklärung geht von einer Benennung des Flusses nach dem Heiligen Wigbert (lat. Wipertus oder Wippertus) aus, der in dieser Gegend missioniert hat. Dem Heiligen Wigbert wurde auch das Kloster Göllingen, das direkt am unteren Flusslauf gelegen ist, geweiht.
Von der Wipper leiten sich einige Namen entlang des Flusses ab, zum Beispiel die Verwaltungsgemeinschaft Eichsfeld-Wipperaue, das Wippertal, der Ort Wipperdorf und der Wipperdurchbruch.

## Wirtschaft und Tourismus

### Sehenswürdigkeiten
- Sehenswerte Kleinstadt Worbis an der Quelle mit Fachwerk, barocker Antoniuskirche, Rentamt, Museum „Güldenes Kreuz“ und alternativem Bärenpark.
- Zahlreiche Wassermühlen am gesamten Flusslauf (Büschlebs-Mühle, Neue Mühle, Rieth Mühle, Ipp Mühle, Kestings Mühle, Seeboths Mühle, Wendelröder Mühle, Schwarzburger Mühle, Schwert'sche Mühle) und ersten Zuflüssen
- Sondershausen, die Kreisstadt des Kyffhäuserkreises mit Schloss, Stadtbefestigung, Erlebnisbergwerk und technischem Denkmal Petersenschacht
- Klosterkirche Göllingen mit romanischem Kirchturm und Krypta
- Wipperdurchbruch mit Resten der Arnsburg südlich von Seega
- Kindelbrück mit Stadtbefestigung und Karstquelle Gründelsloch

### Wasserwandern
Bei hohem Wasserstand (in der Regel von November bis April) kann die Wipper ab der Bodemündung in Bleicherode Ost mit Paddelbooten befahren werden. Jedoch gibt es viele Flachwasserbereiche und Wehre, an denen umgetragen werden muss. Die Wehre sind allesamt gefährlich und nicht befahrbar. Es gibt keine Schleusen. Besonders häufig wird der Abschnitt vom Wehr Göllingen bis nach Kindelbrück befahren, da er durch den landschaftlich reizvollen Wipperdurchbruch führt und es dort keine Wehre gibt. An der Wippermündung in Sachsenburg kann die Wasserwanderung auf der Unstrut fortgesetzt werden. Diese hat bereits eine gute Infrastruktur für Boote, wie Einstiegsstellen und Schleusen.

## Bildergalerie
Die Bilder sind Flussabwärts geordnet.

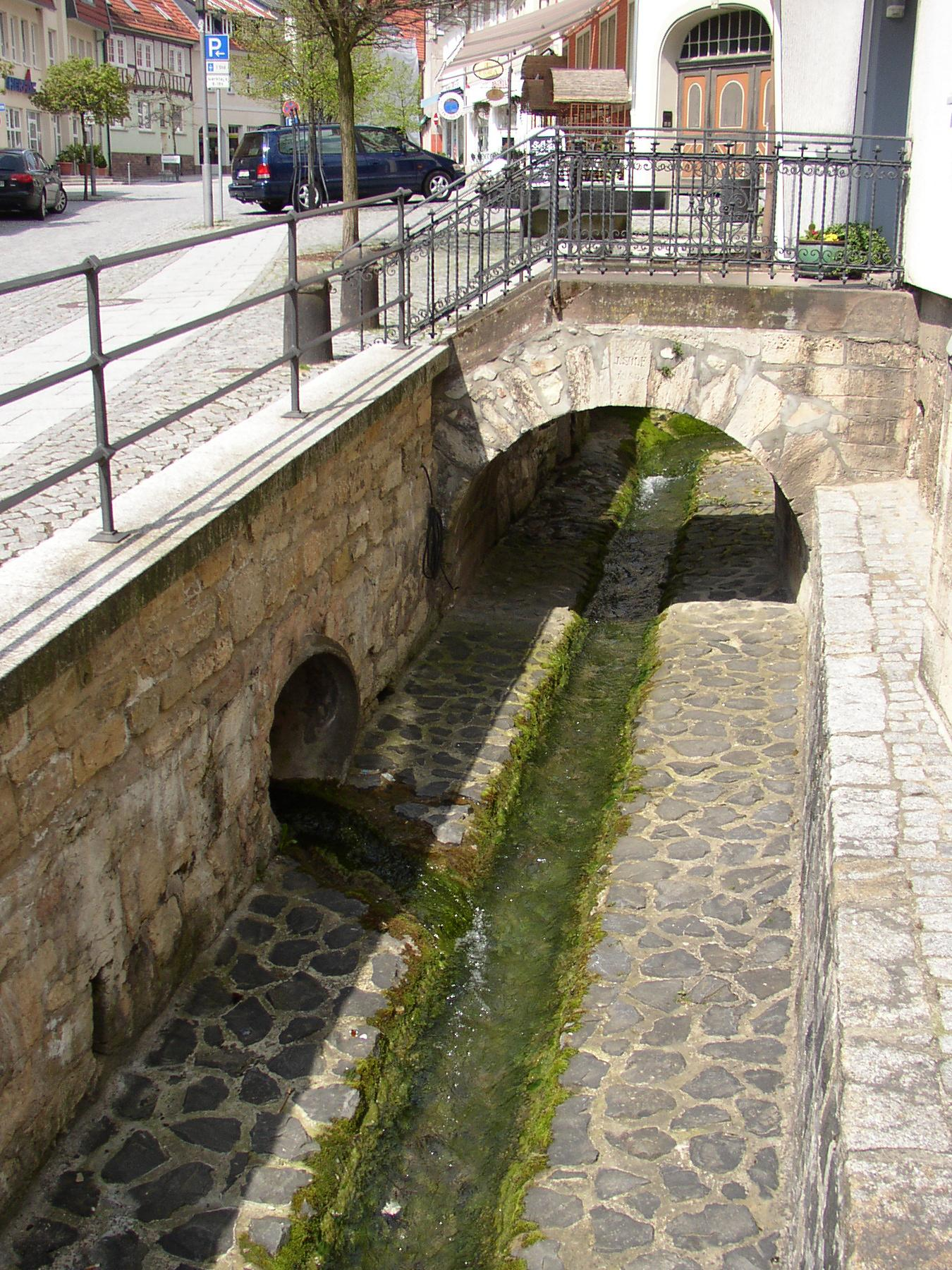
Wipper in Worbis
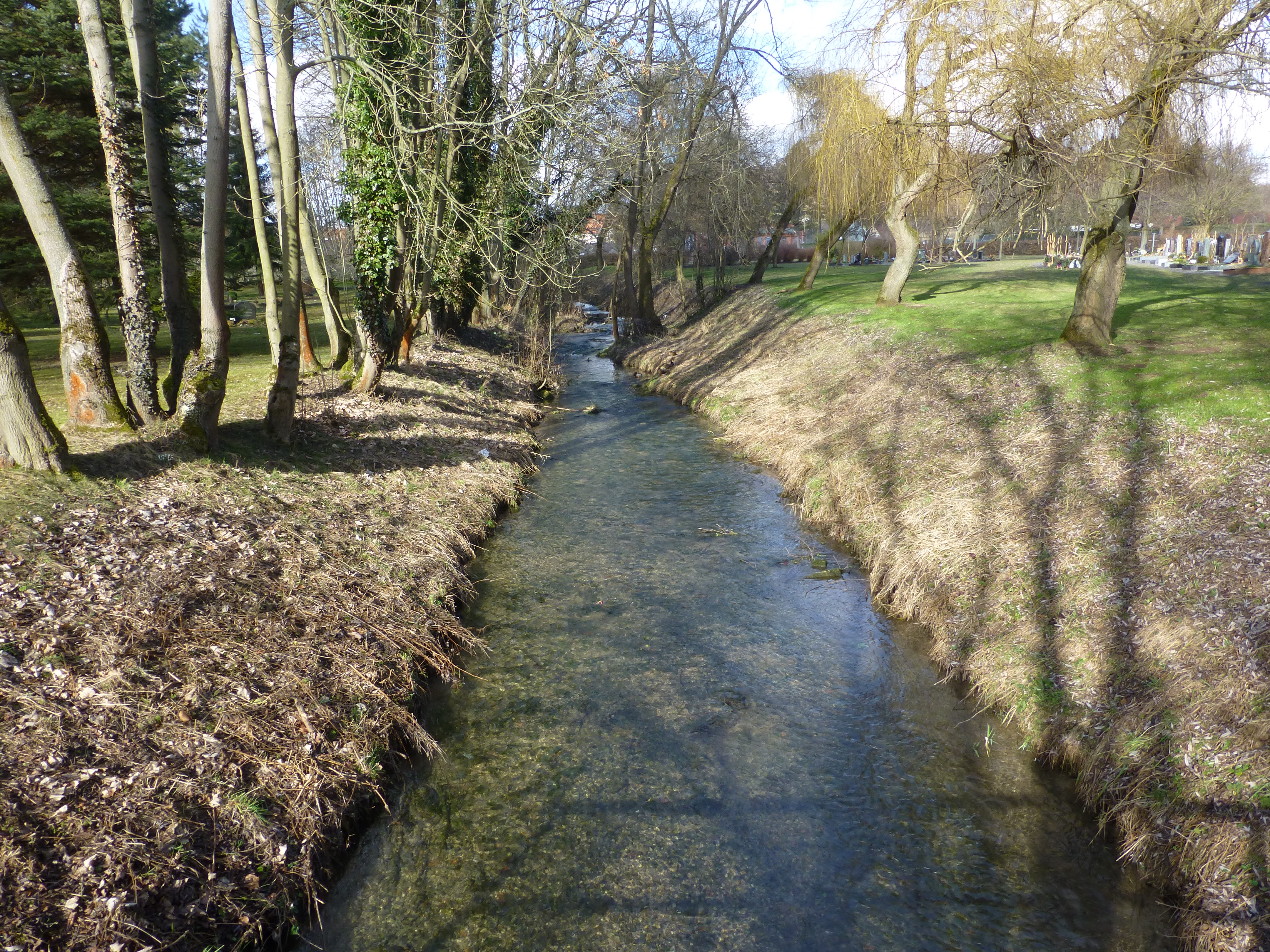
Wipper in der Nähe des Klosters in Worbis
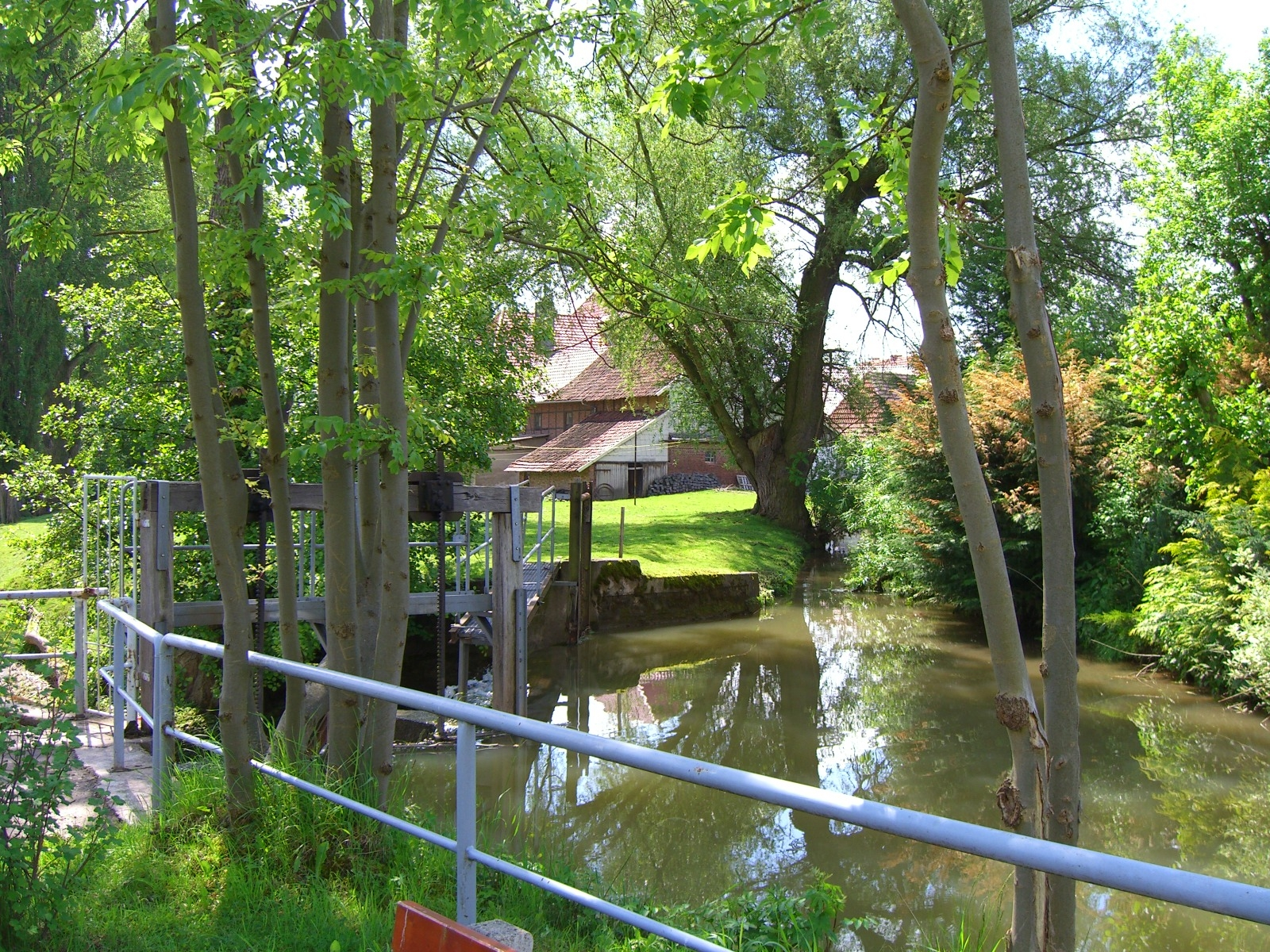
Ehemaliges Wipperwehr in Gernrode (2007)
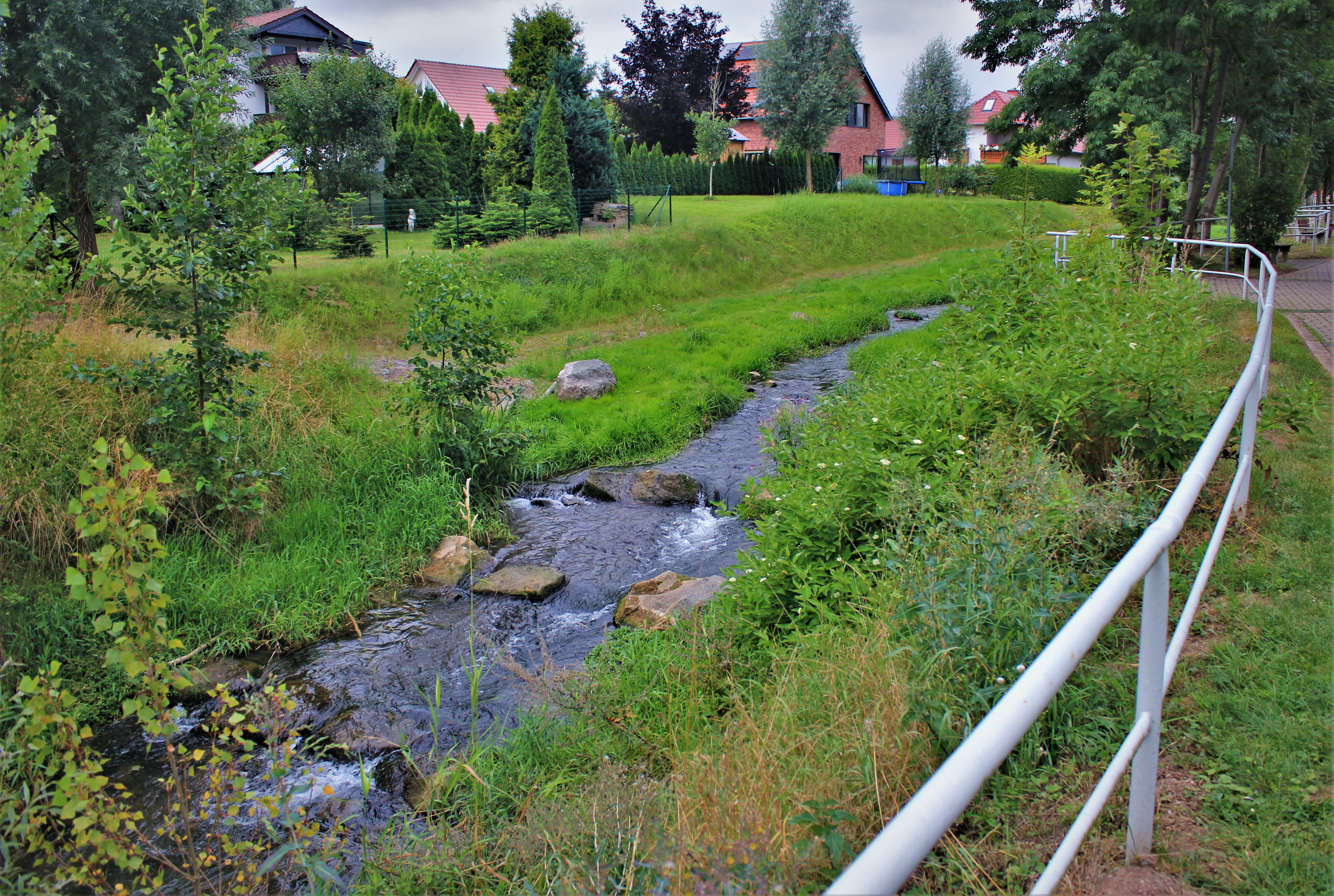
Neue Sohlgleite nach Rückbau des Wehres in Gernrode (2021)
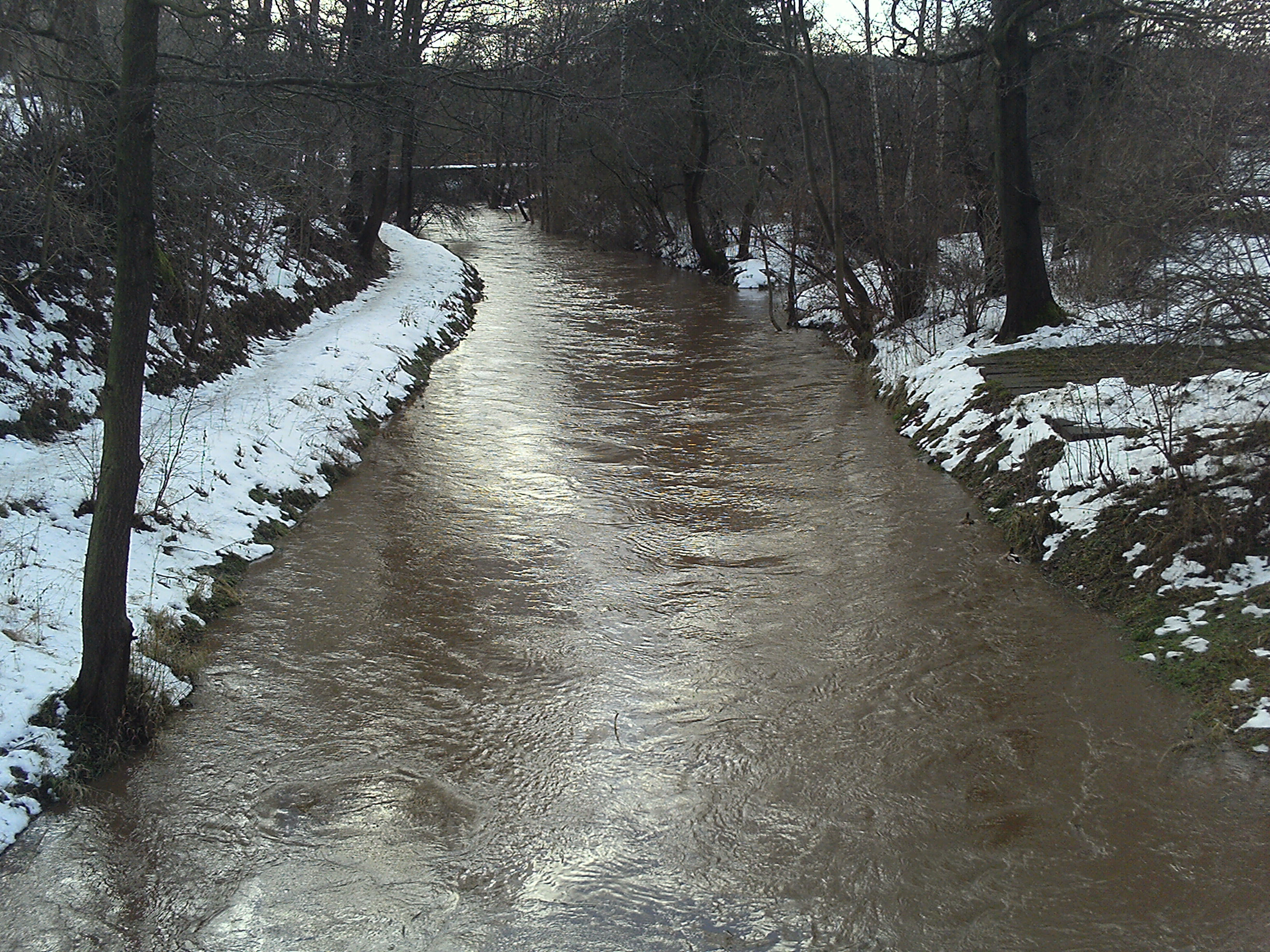
Wipper in Sollstedt bei Schneeschmelze
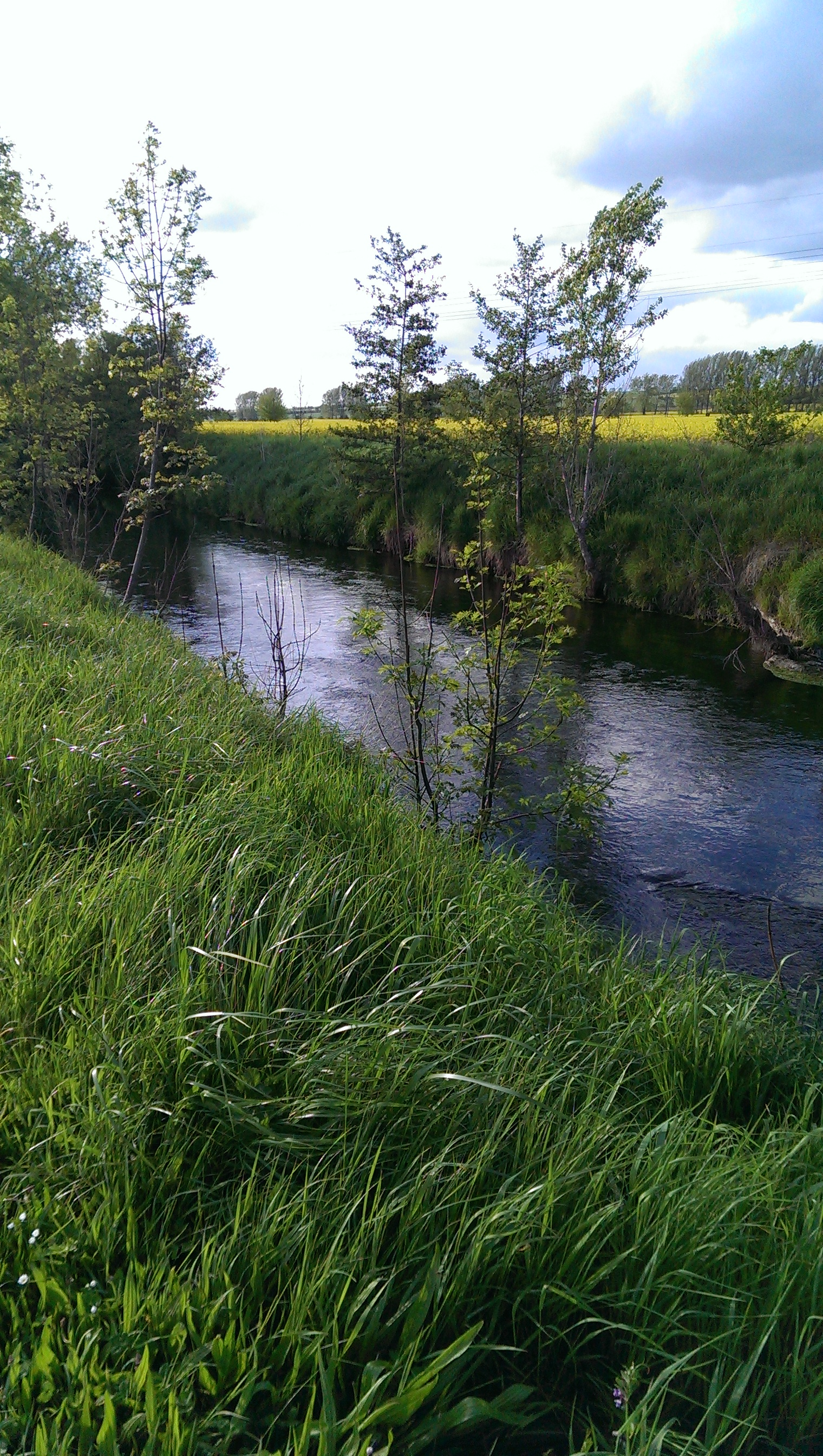
Die Wipper am Sportplatz in Nohra
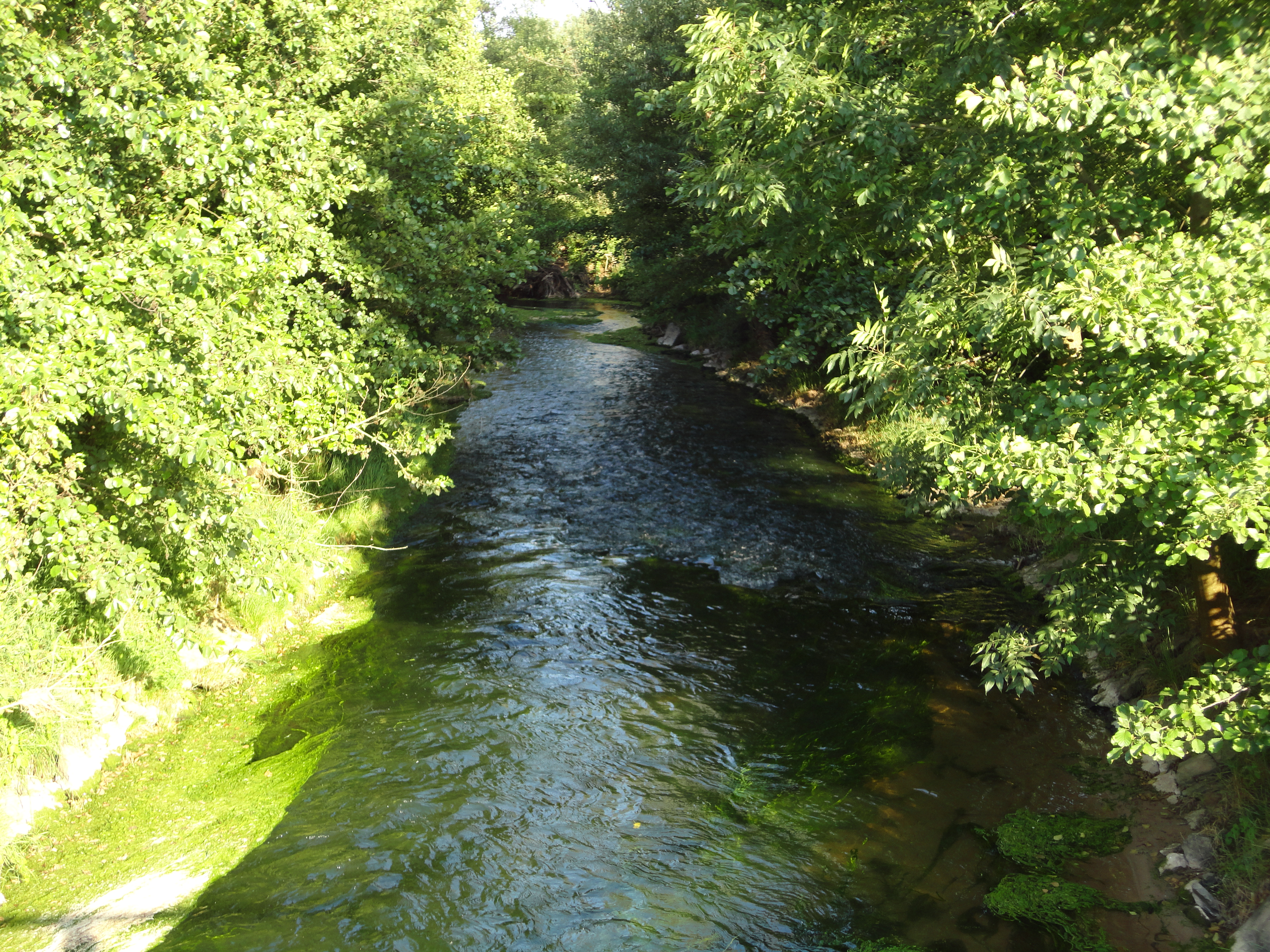
Wipper in Wollersleben
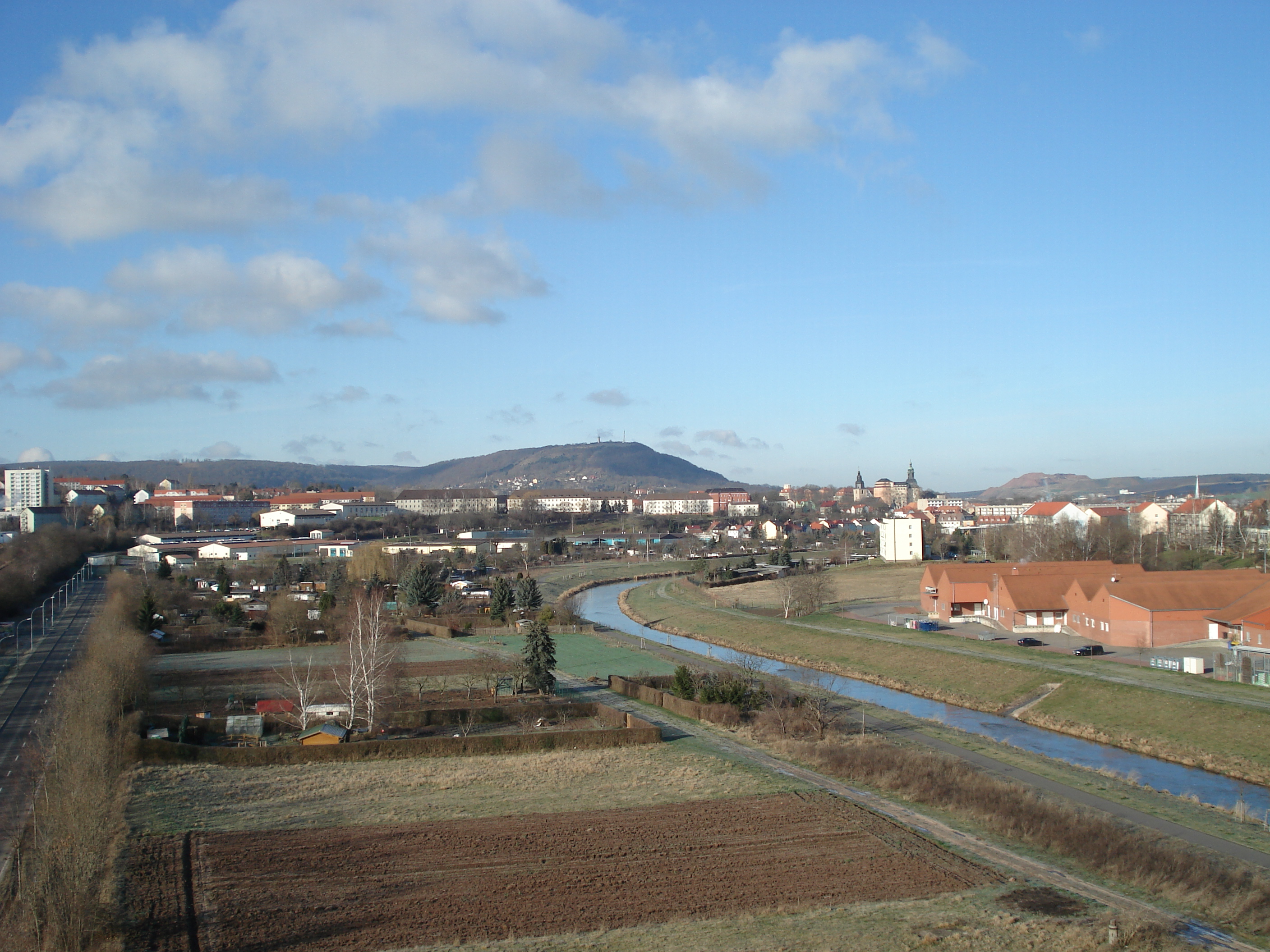
Die Wipper in Sondershausen
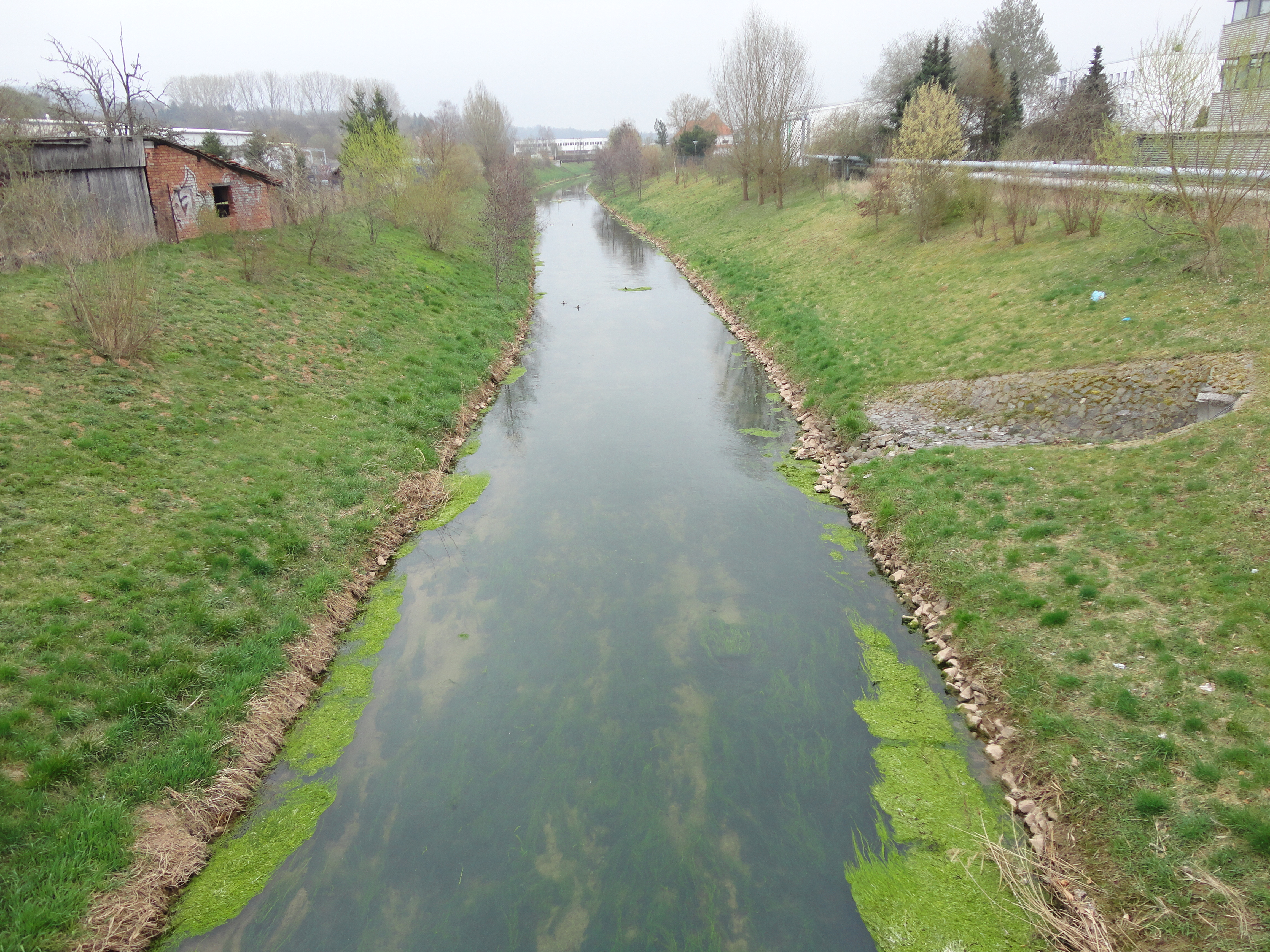
Die Wipper in Sondershausen
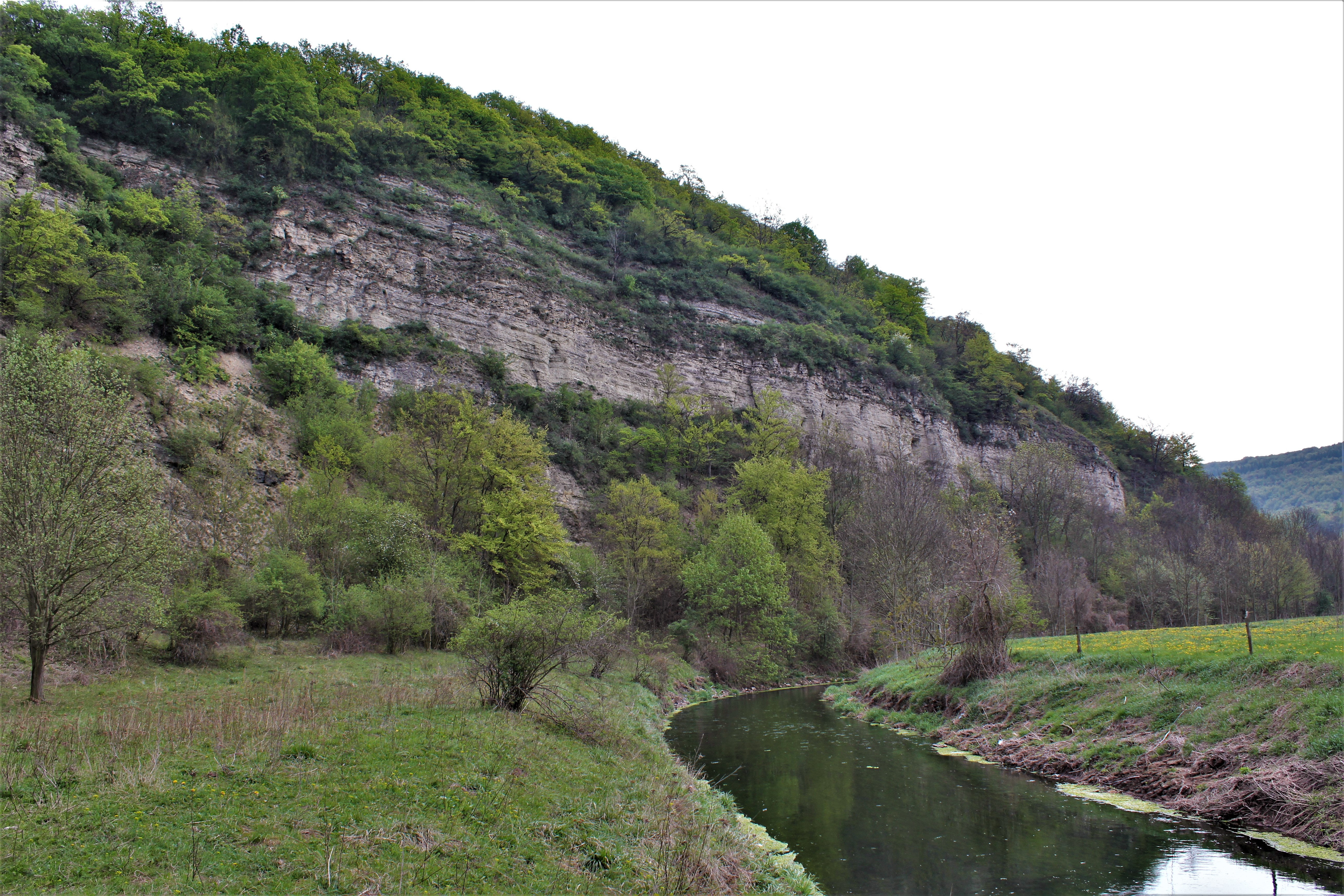
Wipperdurchbruch bei Seega
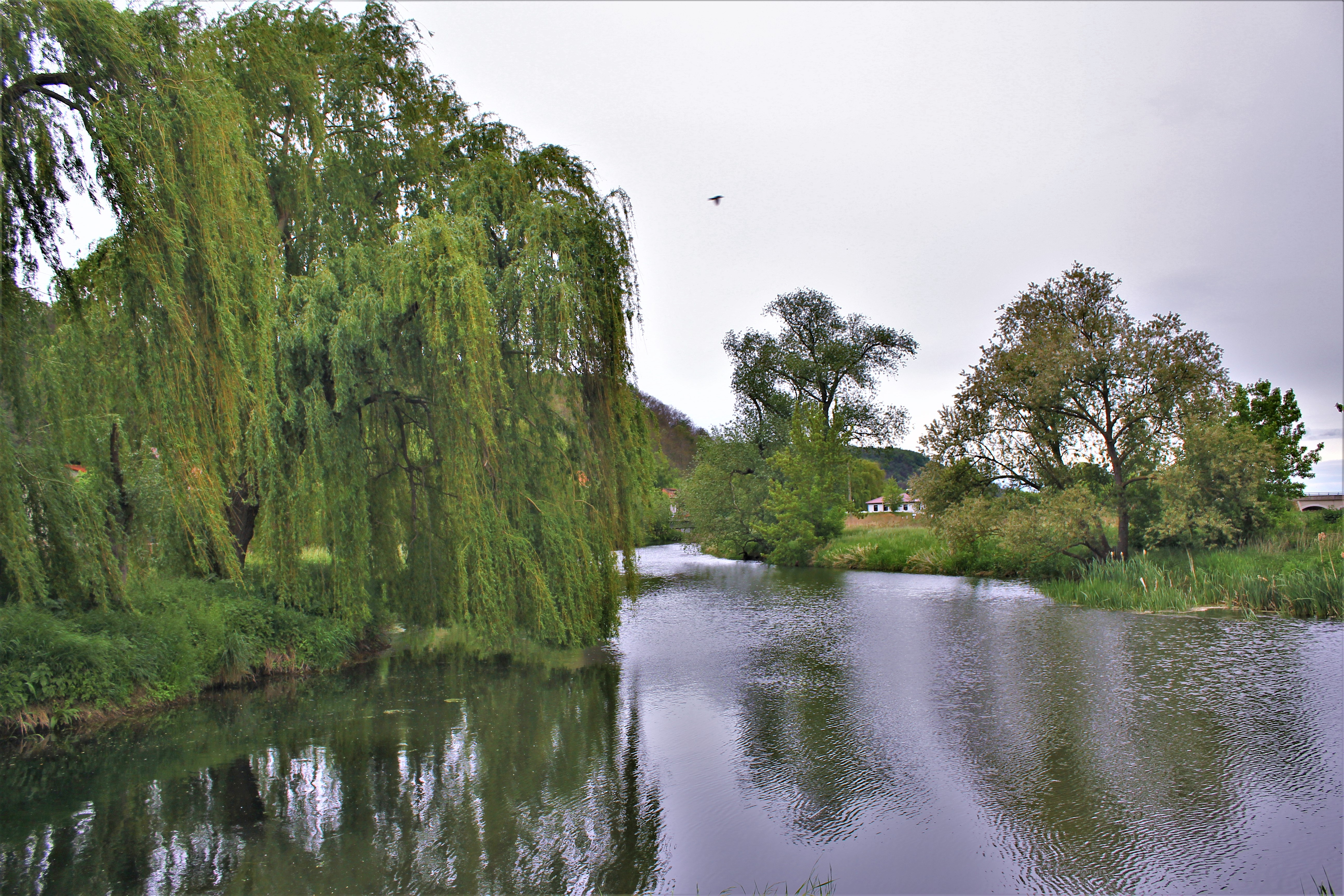
Mündung der Wipper (von links) in die Unstrut in Sachsenburg